# Giorgione Calcio 1988-1989
Questa voce raccoglie le informazioni riguardanti  il Giorgione Calcio nelle competizioni ufficiali della stagione 1988-1989.

## Rosa
| N. |                   | Ruolo | Calciatore          |
| -- | ----------------- | ----- | ------------------- |
|    | Italia (bandiera) | C     | Gianni Biancuzzi    |
|    | Italia (bandiera) | C     | Diego Bonavina      |
|    | Italia (bandiera) | C     | Roberto Bonvicini   |
|    | Italia (bandiera) |       | Canova              |
|    | Italia (bandiera) | C     | Dario Cisco         |
|    | Italia (bandiera) |       | Corazzin            |
|    | Italia (bandiera) | C     | Luca Crespan        |
|    | Italia (bandiera) | A     | Moreno Dissegna     |
|    | Italia (bandiera) | C     | Luca Fraccaro       |
|    | Italia (bandiera) | D     | Massimiliano Gatti  |
|    | Italia (bandiera) | P     | Piero Gennari       |
|    | Italia (bandiera) | C     | Cristian Giacometti |
|    | Italia (bandiera) | A     | Antonio Luce        |

| N. |                   | Ruolo | Calciatore          |
| -- | ----------------- | ----- | ------------------- |
|    | Italia (bandiera) |       | Marcato             |
|    | Italia (bandiera) | A     | Stefano Marcon      |
|    | Italia (bandiera) | C     | Giuseppe Pillon     |
|    | Italia (bandiera) | D     | Alberto Pisani      |
|    | Italia (bandiera) | A     | Antonio Pistis      |
|    | Italia (bandiera) | C     | Roberto Salvalajo   |
|    | Italia (bandiera) | C     | Francesco Spigariol |
|    | Italia (bandiera) | D     | Federico Tiberio    |
|    | Italia (bandiera) | D     | Domenico Venturin   |
|    | Italia (bandiera) | A     | Roberto Verdicchio  |
|    | Italia (bandiera) | C     | Roberto Vivarelli   |
|    | Italia (bandiera) | C     | Paolo Zanon         |